# Марийцы Башкортостана

Марийцы Башкортостана насчитывают 84 988 человек (2020). За 1989—2020 годы численность марийцев сократилась на 20 780 человек.

## Расселение
Марийцы расселены сравнительно компактными массивами в основном в северо-западных районах Башкортостана.  Марийцы проживают в городах Нефтекамск, Бирск, Уфа. Из 54 районов республики в 7 районах компактно расселено марийское население: на территории Мишкинского, Калтасинского, Бирского, Краснокамского, Нуримановского, Дюртюлинского, Шаранского, Янаульского районов.
Работает марийский культурный центр в Мишкинском районе, там же открыта марийская гимназия. 
В 2020 году село Мишкино завоевало титул культурной столицы финно-угорского мира.